# Paulino Alcántara
Paulino Alcántara Riestra (Iloilo, 7 de outubro de 1896 — Barcelona, 13 de fevereiro de 1964) foi um futebolista filipino espanhol nascido na antiga colônia das Filipinas (então Índias Orientais Espanholas). Recebeu o apelido da torcida blaugranas de "el rompe redes" .
Alcántara foi o primeiro asiático a defender um clube europeu. Durante quinze anos de carreira, defendeu o Barcelona e Bohemian. Durante esse período, foi convocado para a seleção Catalã, Filipina e Espanhola. No Barça, Alcántara fez sua estreia aos quinze anos, sendo até hoje, o jogador mais jovem a defender o clube. Durante seus treze anos no clube catalão, marcou 369 gols em 357 partidas. Se aposentou aos trinta e um anos, para exercer a função de médico. Mais tarde, voltou ao clube para ser diretor, permanecendo três anos. Também treinou a seleção espanhola durante alguns meses.

## Primeiros anos
Nascido nas Filipinas, Alcántara destacou-se quando jovem, defendendo o FC Galeno, pequeno clube local. Devido ao seu futebol atraente, foi convidado por Joan Gamper, para fazer um teste e, posteriormente, defender o Barcelona. Sua estreia, aconteceu em 25 de fevereiro de 1912, quando Paulino tinha apenas quinze anos, quatro meses e dezoito dias, contra o Català EC (o maior rival do Barcelona na época), pela Copa Cataluña. Durante a partida, Paulino teve participação destacada, marcando os três primeiros gols da goleada por 9 a 0.
Por conta de sua capacidade de marcar, acabou recebendo o apelido da torcida blaugranes de "el rompe redes" .

## Bohemian
Após quatro anos na Espanha, em 1916, Alcántara acabou retornando as Filipinas, onde iria continuar seus estudos de medicina. Por conta de sua vontade de continuar jogando, acabou aceitando um convite para defender o Bohemian, um dos grandes clubes da época no país. Acabou sendo convocado, em 1917, para defender seu país nos Jogos do Extremo Oriente. Nesse torneio, esteve em campo na histórica goleada sobre o Japão por 15 a 2 (recorde que permaneceu por mais de oitenta anos). Ele também representou as Filipinas no tênis de mesa.
Entretanto, no período de sua ausência, o Barcelona não conseguiu conquistar nenhum título importante. Três anos depois, acabou retornando a Espanha, quando o Barça voltou a conquistar títulos e, viveu sua primeira época de ouro, tendo em seu elenco, nomes, como: Emilio Sagi Liñan, Ricardo Zamora, José Samitier e Félix Sesúmaga.

## Barcelona
De volta a Catalunha, o seu antigo companheiro de equipe, agora, treinador, Jack Greenwell, tentou colocá-lo em uma nova posição: defensor. Acabou não conseguindo se firmar nessa posição e, acabou retornando a sua posição de origem. Em 1919, devolta a sua antiga posição, foi um dos responsáveis pela conquista da Copa Cataluña (título que o clube não conquistava desde sua saída). O clube também chegou a final da Copa da Espanha, mas acabou perdendo para o Arenas de Getxo por 5 a 2. Na temporada seguinda, o clube voltou a ser finalista da Copa, dessa vez, contra o Athletic Bilbao, que foi derrotado por 2 a 0. Alcántara também marcou em mais duas finais da Copa: em 1922, na vitória sobre o Real Unión por 5 a 1 e, a seguinda, em 1926, sendo o responsável pelo gol do título sobre o Atlético de Madrid (3 a 2).
Junto com nomes, como Emilio Sagi Liñan, Ricardo Zamora, José Samitier e Félix Sesúmaga, Alcántara foi um dos responsáveis pela primeira época de ouro do clube, dominando a Copa Cataluña e a Copa da Espanha (principais torneios da época). Durante esse domínio (desde sua volta), o clube conquistou sete títulos da Copa Cataluña e quatro Copas da Espanha, tendo sempre,  atuações memoráveis.
Paulino foi ultrapassado por Lionel Messi no dia 16/03/14 como o maior artilheiro da história do clube catalão.

## Seleções
Com dezoito anos, acabou sendo convocado para a seleção catalã, onde a defendeu por seis partidas, marcado quatro gols. Durante o período que passou nas Filipinas, acabou sendo convocado para defender a seleção nos Jogos do Extremo Oriente. Nesse torneio, esteve presente na histórica goleada por 15 a 2, sobre o Japão. Após retornar a Espanha, juntamente com Zamora, Samitier e Sesúmaga, foi convocado para defender o país nos Jogos Olímpicos de 1920, mas acabou recusando o convite para terminar as provas finais do curso de medicina.
Apenas um anos mais tarde, em 7 de outubro, com vinte e cinco anos, enfim, Alcántara conseguiu fazer sua estreia pela seleção espanhola. Na partida, marcou os dois gols da vitória sobre a Bélgica (2 a 0). Em três anos, ele defendeu a Furia Roja por cinco vezes, marcando seis tentos, sendo a última partida, contra Portugal, em 16 de dezembro de 1923 (vitória por 3 a 0).